# Polinices albumen
Polinices albumen is een slakkensoort uit de familie Naticidae. De wetenschappelijke naam is gepubliceerd in 1758 door Linnaeus in de tiende editie van Systema naturae.